# Džoni Novak
Džoni Novak (Ljubljana, 4 september 1969) is een voormalig Sloveens betaald voetballer die speelde als verdediger.

## Interlandcarrière
Onder leiding van bondscoach Bojan Prašnikar maakte Novak zijn debuut voor het Sloveens voetbalelftal op 18 november 1992 in het oefenduel tegen Cyprus. Hij speelde in totaal 71 interlands voor de voormalige Joegoslavische deelrepubliek, en scoorde drie keer voor zijn vaderland. Voordien speelde hij vier interlands voor Joegoslavië in de periode 1991-1992. Met Slovenië nam hij deel aan het EK voetbal 2000 en het WK voetbal 2002.

## Erelijst
Partizan Belgrado
- Bekerwinnaar

1992
 Olimpija Ljubljana
- Landskampioen

1994, 1995
- Beker van Slovenië

1996
- Sloveense Supercup

1995
 Olympiakos Piraeus
- Landskampioen

2003